# 自在
自在（羅馬化：īśvara），音譯伊濕伐羅，印度教和佛教用語，又作無礙、縱任，即自由自在，做任何事均無障礙；梵语还表示主人、祜主，故又可译为自在主、自在祜主，印度教译为上主。

## 佛教
佛教的“自在”指解脱後的“生死自在”，不受轮回、不受烦恼。此為諸佛及上位菩薩所具之功德，故佛亦稱自在人。观世音菩萨的名号，玄奘法师认为应译为“观自在”，即是此自在无碍之义。
佛菩萨的自在力有下列種類：
1. 菩薩所有的兩種自在：觀境自在、作用自在。
2. 第八不動地以上菩薩所具有的四種自在：無分別自在、剎土自在（亦作淨土自在）、智自在（第九善慧地）、業自在（第十法雲地）；另說戒自在、神通自在、智自在、慧自在。
3. 五種自在：壽命自在、生自在、業自在、覺觀自在、眾具果報自在。
4. 如來法身具足八自在：能示現一身為多身、示現一塵身而充滿大千世界、大身輕舉遠到、於一土而化現無數不同之身、眼耳鼻舌身之功用互通、得一切法而如無法想、說一偈義而經無量劫、身遍諸處而猶如虛空。
5. 行六波羅蜜可成就十種自在：命自在、心自在、財自在、業自在、生自在、願自在、信解自在、如意自在、智自在、法自在，在十種自在中各自在又分十種自在，遂成百種自在。

## 印度教
在印度教中叫“上主”，又可特指“大自在天”，即湿婆。

## 註释参考
1. 1 2  《佛光大辞典》【自在】
2. ↑  《佛学大辞典》【自在】：（術語）進退無礙，謂之自在。又心離煩惱之繫縛，通達無礙。謂之自在。法華經序品曰：「盡諸有結，心得自在。」唯識演秘四末曰：「施為無擁，名為自在。」